# 栄希和
栄 希和（さかえ きわ、1994年3月14日 - ）は、日本の元女子レスリング選手。至学館大学レスリング部コーチ。

## 略歴
愛知県大府市出身、出生は兵庫県神戸市。至学館大学健康科学部健康スポーツ科卒。父はレスリング日本協会強化本部長で至学館大学レスリング部監督の栄和人、母は1992年女子世界選手権57kg級金メダリストの坂本涼子。両親が離婚してからは、母側の坂本姓を名乗っていたが、至学館大学への入学を機に父側の栄姓に変更している。
レスリングを始めたのは大府北中学2年の時で、それまではブラスバンド部に所属していた。練習を始めて3ヶ月で、全国中学生レスリング選手権大会で3位入賞し、翌年の同大会で優勝を果たす。その後、至学館高等学校を経て至学館大学に入学。大学4年の時に全日本選抜選手権60kg級で優勝し、同年9月に世界選手権に初出場した。
大学卒業後の2016年（平成28年）4月にジェイテクトに入社。2020年（令和2年）には現役を引退し、ジェイテクトに務める傍ら至学館大学レスリング部コーチに就任したものの、2021年（令和3年）3月31日をもってジェイテクトを退社している。

## 主な戦績
- 2013年3月 - ワールドカップ団体戦 3位
- 2013年6月 - アジアジュニア選手権59kg級 3位
- 2014年4月 - ジュニアクイーンズカップ63kg級 優勝
- 2014年6月 - 全日本学生選手権63kg級 優勝
- 2014年8月 - 世界ジュニア選手権63kg級 3位
- 2014年12月 - 全日本選手権60kg級 優勝
- 2015年6月 - 全日本選抜選手権60kg級 優勝
- 2016年6月 - 全日本選抜選手権63kg級 優勝